# Elda Gómez Lugo
Elda Gómez Lugo (13 de enero de 1941) es una política mexicana, miembro del Partido Revolucionario Institucional (PRI). Ha sido diputada federal, local y dos veces presidenta municipal de Ixtlahuaca, estado de México.

## Biografía
Es profesora normalista, ejerciendo como tal tanto en primaria como en secundaria, y también fue docente de educación superior, impartiendo la materia de Psicología Educativa.
Desde 1959 es miembro del Sindicato de Maestros al Servicio del Estado de México (SMSEM). De 1960 a 1963 fue secretaria de la Confederación Nacional Campesina (CNC) en Ixtlahuaca y de 1961 a 1963, secretaria de Artesanías del comité estatal de la CNC. De 1961 a 1963 ejerció también su primer cargo de elección popular: regidora del Ayuntamiento de Ixtlahuaca, presidido dicho periodo por Gregorio Becerril González.
De 1963 a 1965 fue secretaria de preparación profesional del SMSEM y de 1964 a 1969 integrante de la fundación Agrupación Nacional Femenil Revolucionaria (ANFER) del PRI, de 1972 a 1974 fue coordinadora de profesionales y técnicos en el norte del estado de México. De 1985 a 1987 fue síndica del ayuntamiento de Ixtlahuaca siendo alcalde Ricardo Mendoza, de 1988 a 1989 fue supervisora regional de 1990 a 1993 coordinadora de Servicios Educativos.
DE 1992 a 1993 fue subsecretaria y secretaria adjunta del comité estatal del PRI. De 1997 a 2000 fue por primera ocasión presidenta municipal de Ixtlahuaca, de 2002 a 2003 fue nuevamente subsecretaria y secretaria adjunta del comité estatal del PRI y de 2003 a 2005 ocupó el cargo de coordinadora de Desarrollo Social en el gobierno del estado de México por nombramiento del gobernador Arturo Montiel Rojas. Dejó el cargo para participar en la campaña de Enrique Peña Nieto a la gubernatura del estado de México.
En 2006 fue postulada candidata del PRI y elegida diputada federal Distrito 9 del estado de México a la LX Legislatura de dicho año a 2009. En la Cámara de Diputados fue secretaria de las comisiones especial para conocer las políticas y la procuración de justicia vinculada a los feminicidios del país; y, especial Sobre No Discriminación, Nuevos Sujetos y Nuevos Derechos; así como integrante de las comisiones de Asuntos Indígenas; de Desarrollo Metropolitano; de Desarrollo Rural; de Equidad y Género; y, de Investigación encargada de revisar la legalidad de los contratos de suministros de bienes de consumo o de compraventa de bienes inmuebles de titularidad pública, otorgada por organismos descentralizados o empresas de participación estatal mayoritaria a la Empresa Construcciones Prácticas, SA de CV. 
Se separó de la diputación mediante licencia del 1 al 24 marzo y del 30 de abril al 13 de julio de 2009 para ser candidata del PRI a presidenta municipal de Ixtlahuaca en las elecciones de dicho año y en forma definitiva a partir del 10 de agosto, para asumir por segunda vez la presidencia municipal a partir del 18 de agosto de dicho año y hasta 2012.
En las elecciones estatales de 2012 fue elegida diputada a la LVIII Legislatura del Congreso del Estado de México por el distrito 15 local, concluyéndo su cargo en 2015.